# Gérard Gaudron
Gérard Gaudron, né le 26 mai 1949 à Évans et mort le 7 avril 2024 à Aulnay-sous-Bois, est un géologue français, entré ensuite en politique.
Il est conseiller général de la Seine-Saint-Denis de 1985 à 1998, maire d'Aulnay-sous-Bois de 2003 à 2008 et député UMP de 2007 à 2012.

## Biographie
Géologue de formation et de profession jusqu'en 2005, Gérard Gaudron s'installe à Aulnay-sous-Bois en 1980. 

### Carrière en politique
Lorsque Gérard Gaudron s'installe à Aulnay-sous-Bois, son premier réflexe est de trouver la permanence du RPR. Une semaine plus tard, il fait connaissance avec Jean-Claude Abrioux.
Ensemble, ils arrivent à faire basculer la ville à droite en 1983. Adjoint au maire, il devient premier adjoint au maire en 1995 chargé entre autres des questions d'urbanisme et d'aménagement. Il est élu maire d'Aulnay-sous-Bois par le conseil municipal en avril 2003 en remplacement de Jean-Claude Abrioux, démissionnaire.
En 1985, il est élu conseiller général du canton nord d'Aulnay-sous-Bois. Il est réélu en 1992. En 1998, il est battu par le socialiste Gérard Ségura. En 2004, il souhaite donner une légitimité par le suffrage universel à son mandat de maire et se représente dans ce canton et est une nouvelle fois battu par son adversaire socialiste.

### Députation et défaite à Aulnay-sous-Bois
Fin 2006, Gérard Gaudron est investi par l'UMP pour être candidat dans la 10e circonscription de la Seine-Saint-Denis aux élections législatives de 2007, mais affronte le dissident UMP Philippe Dallier, qui a reçu le soutien du député sortant, et prédécesseur de Gérard Gaudron, Jean-Claude Abrioux, lui-même dissident de l'UMP,.
Il sort vainqueur de la primaire à droite face au sénateur-maire des Pavillons-sous-Bois Philippe Dallier, 27,51 % des voix contre 24,29 %. Ce dernier se retire en faveur du maire d'Aulnay qui affrontera en face-à-face pour la troisième fois, au second tour, le socialiste Gérard Ségura. Il est élu député avec près de 51 % des suffrages contre 49 % à son adversaire. Le 16 mars 2008, il est battu aux municipales par Gérard Ségura au deuxième tour de cette élection.
En 2012, dans une circonscription élargie au canton de Bondy-Sud-Est, il est de nouveau candidat face à un autre député sortant, le socialiste Daniel Goldberg, qui le distance de 8 points au premier tour. Il est battu au second tour, où il ne recueille que 44 % des voix.

## Mandats
- Adjoint au maire d'Aulnay-sous-Bois (1983-2003).
- Conseiller général de la Seine-Saint-Denis de 1985 à 1998, battu par Gérard Ségura[10].
- Maire d'Aulnay-sous-Bois de 2003 à 2008, à la suite de la démission de Jean-Claude Abrioux.
- Député de la Xe circonscription de Seine-Saint-Denis du 17 juin 2007 au 17 juin 2012.
- Conseiller municipal d'Aulnay-sous-Bois de 2008 à 2014.